# Zbór Chrześcijańskiej Wspólnoty Zielonoświątkowej w Lesznie
Zbór Chrześcijańskiej Wspólnoty Zielonoświątkowej w Lesznie – zbór  Chrześcijańskiej Wspólnoty Zielonoświątkowej działający w Lesznie.
Stanowisko pastora zboru pełni Henryk Mróz. Nabożeństwa prowadzone są dwa razy w tygodniu w domu modlitwy przy ul. Edwarda Raczyńskiego 8.

## Historia
W Przyborowie w latach 40. XX wieku miało miejsce przebudzenie duchowe, w wyniku którego nawróciło się małżeństwo Karolewiczów. Dzięki prowadzonej przez nich następnie ewangelizacji, dołączyły do nich kolejne trzy kobiety. Grupa ta rozpoczęła uczęszczać na nabożeństwa odbywające się w Przyborowie. Około 1950 z uwagi na prześladowanie przez władze Nowej Soli osób wierzących, Karolewiczowie oraz jedna z ich współwyznawczyń, Antonina Płocieniczak, zostali zwolnieni z pracy i zdecydowali się na przeprowadzkę do Leszna. W 1950 rozpoczęli tam organizowanie pierwszych nabożeństw. Z czasem dołączyły do nich pozostałe dwie kobiety z ich grupy, tworząc w Lesznie zbór pięćdziesiątników.
W 1961 Andrzej Bruzda, mąż Antoniny Płocieniczak, objął kierownictwo nad zborem. Nawiązane zostały kontakty z podobnymi wspólnotami działającymi w okolicy Leszna. Wierni spotykali się na przemian w różnych lokalizacjach na terenie miejscowości takich jak Drozdowice, Góra, Leszno i Śleszów, a następnie także Jutrosin oraz Żydowski Bród. Utrzymano również stosunki ze zborami w Legnicy i Nowej Soli. Wspólnota powiększała się liczebnie.
W 1985 stanowisko pastora zboru objął Henryk Mróz, a do jego mieszkania zostały przeniesione nabożeństwa niedzielne i środowe. W dalszym ciągu przybywało nowych członków. 13 stycznia 1987 zbór został zarejestrowany i wszedł w skład Chrześcijańskiej Wspólnoty Zielonoświątkowej.
W 1993 prowadzenie nabożeństw zostało przeniesione do sali wynajętej w budynku Hali Widowiskowo-Sportowej „Trapez”. Miejscowa młodzież nawiązała kontakty z innymi zborami Chrześcijańskiej Wspólnoty Zielonoświątkowej i rozpoczęła angażować się w przeprowadzane przez nie zjazdy młodzieżowe. Również do Leszna przybywały grupy młodych ludzi, którzy brali udział w odbywających się tu ewangelizacjach i wieczorach pieśni.
W późniejszym czasie zbór postanowił o wydzierżawieniu nieruchomości, gdzie mógłby powstać jej dom modlitwy. Po zabiegach czynionych w Urzędzie Miejskim, a następnie w oddziale PKP, od kolei wynajęty został budynek zlokalizowany przy ul. Edwarda Raczyńskiego 8, w pobliżu dworca kolejowego, dokąd po remoncie i adaptacji zostały przeniesione spotkania wspólnoty.